# David Morrissey
David Mark Morrissey (sinh ngày 21 tháng 6 năm 1964) là một nam diễn viên, đạo diễn kiêm sản xuất phim người Anh Quốc.

## Giải thưởng và đề cử
| Năm  | Giải thưởng                              | Hạng mục               | Đối tượng đề cử  | Kết quả   |
| ---- | ---------------------------------------- | ---------------------- | ---------------- | --------- |
| 1997 | Royal Television Society Programme Award | Best Male Actor        | Holding On       | Đề cử     |
| 2001 | British Academy Television Craft Award   | New Director (Fiction) | Sweet Revenge    | Đề cử     |
| 2003 | Royal Television Society Programme Award | Best Male Actor        | The Deal         | Đoạt giải |
| 2003 | British Academy Television Award         | Best Actor             | State of Play    | Đề cử     |
| 2010 | Broadcasting Press Guild Award           | Best Actor             | Red Riding       | Đề cử     |
| 2011 | Liverpool Daily Post Arts Awards         | Best Actor             | Macbeth          | Đoạt giải |
| 2013 | Saturn Award                             | Best Supporting Actor  | The Walking Dead | Đề cử     |
| 2014 | Saturn Award                             | Best Guest Star        | The Walking Dead | Đề cử     |